# Eurysternus sanbornei
Eurysternus sanbornei là một loài bọ cánh cứng trong họ Bọ hung (Scarabaeidae).